# أبهر ظهري
أبهر ظهري (بالإنجليزية: Dorsal aorta)‏‏ هو شريان جنيني، يتطور فيما بعد ليُشكل الأبهر النازل.

## وصلات خارجية
- cardev-009 — صور للجنين مصدرها جامعة كارولاينا الشمالية